# كوينتين فيلون ميليت
كوينتين فيلون ميليت (مواليد 16 أغسطس 1992)  هو لاعب بياثلون فرنسي فاز بالميدالية الذهبية في سباق 20 كم فردي في الألعاب الشتوية 2022.

## وصلات خارجية
- كوينتين فيلون ميليت على موقع IBU (الإنجليزية)
- كوينتين فيلون ميليت على موقع الاتحاد الدولي للتزلج (التزلج الريفي) (الإنجليزية)
- كوينتين فيلون ميليت على موقع اللجنة الأولمبية الدولية (الإنجليزية)
- كوينتين فيلون ميليت على موقع أوليمبيديا (الإنجليزية)
- كوينتين فيلون ميليت على موقع اللجنة الأولمبية الفرنسية (مؤرشف) (الفرنسية)